# István Báncsa
István Báncsa (né en Hongrie,  et mort à Rome le 9 juillet 1270) est un cardinal hongrois  du XIIIe siècle. Il est le premier  cardinal d'origine hongroise.

## Biographie
István Báncsa est prévôt de Vác  et chancelier du roi  Bela IV de Hongrie. Il se rend à Rome en 1241 et est élu évêque de Vác en 1241 et promu archevêque d'Esztergom en 1243. Báncsa est légat apostolique en Croatie et en Dalmatie.
Le pape Innocent IV le crée cardinal lors du consistoire du 28 mai 1244. En 1253 il est nommé légat en Hongrie et en Slavonie. Il participe à l'élection papale de 1254 d'Alexandre IV, à l'élection d'Urbain IV en  1261, de Clément IV en  1264-1265 et de Grégoire X en 1268-1271, mais meurt pendant cette dernière élection. István Báncsa  participe à la commission d'enquête Introductorius in Evangelium aeternum en 1255. 